# Caliroa annulipes
Caliroa annulipes är en stekelart som först beskrevs av Johann Christoph Friedrich Klug 1816.  Caliroa annulipes ingår i släktet Caliroa, och familjen bladsteklar. Det är osäkert om arten förekommer i Sverige.

## Bildgalleri

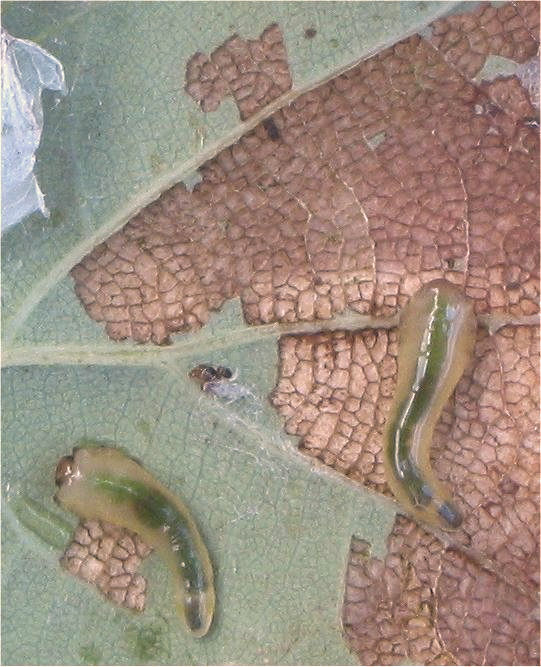